# Ixnay on the Hombre
Ixnay on the Hombre е четвъртият студиен албум на американската пънк рок група Офспринг. Продуциран от Дейв Джерден, албумът е издаден на 4 февруари 1997 от Columbia Рекърдс (бившият им Epitaph лейбъл го издава в Европа). След масовия търговски успех на предишния си албум Smash, Офспринг влизат в студиото в средата на 1996 г. да запишат нов албум. Запитан за заглавието, вокалистът Декстър Холанд заявява, че „Ixnay on the Hombre“ означава или „заеби човека“ или „заеби властта“. „Ixnay on the Hombre“ е умерен успех и дебютира под номер девет в класацията Билборд 200 и е добре приет и от критиката, и от феновете. Албумът е сертифициран като платинен в САЩ. Албумът съдържа синглите „All I Want“, „Gone Away“, „The Meaning Of Life“ и „I Choose“, докато „Cool To Hate“ е пусната по ефирното радио. Първите два сингъла по-късно се появяват в Greatest Hits албума на Офспринг.

## Песни
1. Disclaimer 0:45
2. The Meaning Of Life 2:56
3. Mota 2:57
4. Me And My Old Lady 4:33
5. Cool To Hate 2:47
6. Leave It Behind 1:58
7. Gone Away 4:28
8. I Choose 3:54
9. Intermission 0:48
10. All I Want 1:54
11. Way Down The Line 2:36
12. Don't Pick It Up 1:53
13. Amazed 4:25
14. Change The World 6:23